# Pachycondyla manni
Pachycondyla manni is een mierensoort uit de onderfamilie van de Ponerinae. De wetenschappelijke naam van de soort is voor het eerst geldig gepubliceerd in 1924 door Viehmeyer.